# Archaeogomphus
Genre
Archaeogomphus  est un genre d'insectes odonates de la famille des Gomphidae appartenant au sous-ordre des Anisoptères. 

## Liste des espèces
Ce genre comprend 7 espèces :
- Archaeogomphus densus Belle, 1982
- Archaeogomphus furcatus Williamson, 1923
- Archaeogomphus globulus Belle, 1994
- Archaeogomphus hamatus (Williamson, 1918)
- Archaeogomphus infans (Ris, 1913)
- Archaeogomphus nanus Needham, 1944
- Archaeogomphus vanbrinkae Machado, 1994

## Publication originale
- Williamson, 1919 : Results of the University of Michigan-Williamson Expedition to Colombia. 1916-1917, III: Archaeogomphus, a new genus of dragonflies (Odonata). Occasional Papers Museum Zoology Michigan, no 63, p. 1-8 (texte intégral).